# Grundrechte-Report
Der Grundrechte-Report ist ein Jahrbuch, das die Lage der Bürger- und Menschenrechte in Deutschland aus der Sicht der herausgebenden Bürgerrechtsorganisationen beschreibt. Herausgeber sind linke und linksliberale Gruppierungen. Der Jahresbericht erscheint seit 1997 und enthält ca. 40 Beiträge zu unterschiedlichen grundrechtsrelevanten Thematiken des jeweils vorangegangenen Jahres. Insbesondere die jährliche Erscheinungsweise und die zahlreichen, allgemein-verständlich und juristisch schreibenden Autoren charakterisieren den Grundrechte-Report.
Das Jahrbuch bezeichnet sich als „alternativer Verfassungsschutzbericht“. Deutsche und europäische Grundrechte werden beispielhaft aufgelistet und an den verfassungsrechtlichen Grundgesetznormen gemessen. Die Gliederung richtet sich nach dem Grundgesetz für die Bundesrepublik Deutschland. Die behandelten GG-Artikel werden jeweils einleitend vollständig zitiert. Die Aufsätze beinhalten Einschätzungen und Wertungen der Autoren, doch kommt oft mehr als nur eine Meinung zur Geltung. Einen Schwerpunkt bildet insbesondere die rechtliche Wertung bzw. die Diskussion von Rechtsprechung und Politik hinsichtlich des behandelten Themas. Am Ende der Artikel werden häufig einzelne Literaturhinweise oder Hinweise auf weitere Informationsquellen aufgeführt.
Darüber hinaus enthält das Jahrbuch einen umfassenden Serviceteil mit Kurzporträts und Adressen verschiedener Bürger- und Menschenrechtsvereinigungen, ein Autorenverzeichnis und Sachregister.
Das Jahrbuch wurde 2008 mit einer Theodor-Heuss-Medaille ausgezeichnet.

## Herausgeber
Die Berichtsreihe wird von zehn Organisationen herausgegeben. Es sind:
- Humanistische Union, vereinigt mit der Gustav Heinemann-Initiative
- Komitee für Grundrechte und Demokratie
- Bundesarbeitskreis kritischer Juragruppen
- Pro Asyl
- Republikanischer Anwältinnen- und Anwälteverein
- Vereinigung Demokratischer Juristinnen und Juristen
- Internationale Liga für Menschenrechte
- Neue Richtervereinigung
- Forum InformatikerInnen für Frieden und gesellschaftliche Verantwortung (seit 2019)[2]
- Gesellschaft für Freiheitsrechte (seit 2020)[3]